# Kościół św. Leonarda w Gellmersbach
Kościół św. Leonarda (niem. Leonhardskirche) – protestancka świątynia znajdująca się w niemieckim mieście Weinsberg, w dzielnicy Gellmersbach.

## Opis
Na miejscu obecnej świątyni już w XII wieku znajdowała się kaplica. W 1535 do wsi dotarła Reformacja, dziewięć lat później ukończono budowę kościoła, a w 1667 wzniesiono wieżę. W latach 1952–1954 kościół poddano renowacji.
Kościół salowy, z dzwonnicą wbudowaną w prezbiterium. Do elewacji kościoła przymocowany jest składający się z 384 ogniw łańcuch, który oplata budynek ze wszystkich stron. Jest to jeden z atrybutów patrona świątyni, św. Leonarda. Kościół posiada 180 miejsc siedzących.
Należy do połączonych parafii Eberstadt-Gellmersbach.